# Papula

Papula e Placca

Una papula è un piccolo rilievo della pelle, solido e generalmente di forma conica. Le papule non contengono pus, il che le distingue dalle pustole. Spesso le papule sono presenti in grappoli e sono accompagnate da rash cutaneo.
Una condizione che causa le papule è detta papulosi o papulomatosi. Esempi di papulosi includono: 
- Papulosi linfomatoide
- Papulosi Bowenoide (dovuta al papillomavirus)
- Papulosi a cellule chiare

## Cause
Le papule possono essere causate da:
- Un'infiammazione (che a sua volta può essere causata da un'infezione o un'escoriazione della pelle)
- Accumulo di secrezioni di tessuto epiteliale (iperplasia) o di fluidi ghiandolari
- Presenza di un'infezione diffusa, come ad esempio l'istoplasmosi
- Ipertrofia delle cellule della pelle
- Acne
- Crescita anomala dei vasi sanguigni (vedi angioma)
- Verruche giovanili e seborroiche
- Sifiloderma
- Scabbia
- Virus della varicella-zoster (VZV)
- Lupus Eritematoso Sistemico
- Corynebacterium diphteriae
- Sindrome di Cowden